# Minnesotas flagga
Minnesotas flagga består av ett mörkblått fält som representerar natthimlen och delstatens form, en åttauddig stjärna som symboliserar Polstjärnan och ett klart blått fält som representerar statens rika vattentillgångar. Stjärnan är inspirerad av den framträdande stjärnan i rotundan i Minnesotas delstatslegislatur.

## Bakgrund
Minnesotas ursprungliga flagga antogs 1893, men då med bak- och framsidor som skilde sig åt från varandra, vilket ändrades 1957, med delstatens sigill i mitten på båda sidor. De 19 stjärnorna indikerade att Minnesota 1858 blev den 19:e amerikanska delstaten förutom de 13 ursprungsstaterna, således den 32:a i ordningen.
Under år 2022 blev det bestämt av Minnesotas legislatur, att man skulle ändra om hela designen på både delstatens flagga och sigill. Efter omfattande offentlighetsinsatser, samt även en hel del överläggningar, kunde man till slut bestämma sig för den nuvarande flaggdesignen i december 2023. Den nya designen blev sedan officiellt antagen den 11 maj 2024.

### Tidigare flaggor

1893 års flagga (framsida).
1893 års flagga (baksida).
Delstatsflaggan 1957–1983.
Delstatsflaggan 1983–2024.